# Hartlepool

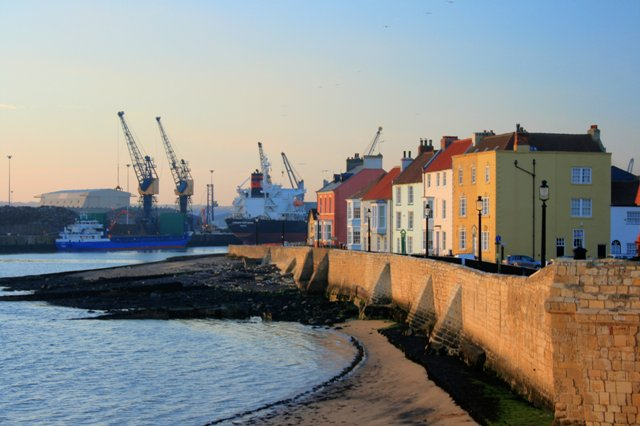
Puerto de Hartlepool con las casas tradicionales en primer plano.

Hartlepool es una ciudad y autoridad unitaria en el noreste de Inglaterra, Reino Unido.

## Historia
Fue fundada en el siglo VII, en torno al monasterio de Northumbria de la abadía de Hartlepool. El pueblo creció durante la Edad Media y ha desarrollado un puerto que sirve como el puerto oficial de la palatina del Condado de Durham. Un enlace de tren desde el norte se estableció a partir de las minas de carbón del sur de Durham a la histórica ciudad. Un enlace adicional desde el sur, en 1835, junto con un nuevo puerto, se tradujo en una mayor expansión, con la creación de la nueva ciudad de West Hartlepool. Industrialización y el establecimiento de una industria de la construcción naval durante la última parte del siglo XIX causó que Hartlepool fuese un objetivo para la Armada Alemana en el comienzo de la Primera Guerra Mundial. Un bombardeo en el 16 de diciembre de 1914 resultó en la muerte de 117 personas. Una disminución severa en la industria pesada y la construcción naval tras la Segunda Guerra Mundial provocó períodos de alto desempleo hasta la década de 1990 cuando los grandes proyectos de inversión y la reurbanización de la zona de los muelles en un puerto deportivo ha observado un aumento en las perspectivas de la ciudad.

## Localización
Hartlepool se encuentra dentro del área de autoridad unitaria del Municipio de Hartlepool, por parte de propósitos ceremoniales del Condado de Durham, era un componente importante de la corta vida del condado de Cleveland.

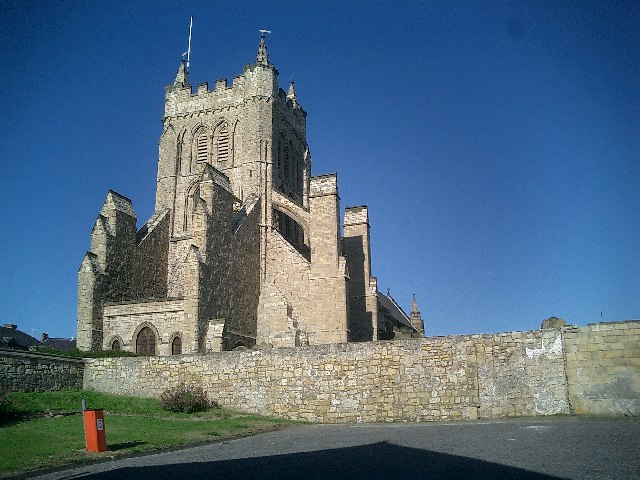
Iglesia de Santa Hilda, en Hartlepool.

## Orígenes del nombre
El topónimo deriva del Inglés Antiguo, heort-IEG "isla corazón", en referencia a los ciervos de la zona, y Pol, "la piscina". Los registros de nombre del lugar de las primeras fuentes lo confirman:
- 649: Heretu o Hereteu
- 1017: Herterpol o Hertelpolle
- 1182: Hierdepol

Hart es el antiguo nombre en inglés de un ciervo o venado que aparece en la cresta de las ciudades, y la piscina se entiende por el mar. La gente se mudó aquí para cazar ciervos que había junto al mar y, finalmente, se establecieron allí.

## Ciudades Hermanadas
- Hückelhoven, Alemania
- Muskegon, Michigan
- Sliema, Malta
- Sète, Francia